# Ixothraupis rufigula
Az Ixothraupis rufigula  a madarak osztályának verébalakúak (Passeriformes) rendjébe és a tangarafélék (Thraupidae) családjába tartozó  faj.

## Rendszerezése
A fajt Charles Lucien Jules Laurent Bonaparte francia ornitológus írta le 1819-ben, a Tanagrella nembe Tanagrella Rufigula néven. Egyes szervezetek a Tangara nembe sorolják Tangara rufigula néven.

## Előfordulása
Dél-Amerika északnyugati részén, az Andok nyugati lejtőin, Kolumbia és Ecuador területén honos. Természetes élőhelye szubtrópusi és trópusi hegyi esőerdők. Állandó, nem vonuló faj.

## Megjelenése
Testhossza 12 centiméter.

## Életmódja
Gyümölcsökkel és rovarokkal táplálkozik.

## Természetvédelmi helyzete
Az elterjedési területe viszonylag kicsi, egyedszáma ugyan csökken, de még nem éri el a kritikus szintet. A Természetvédelmi Világszövetség Vörös listáján nem fenyegetett fajként szerepel.